# Forest Ranch
Forest Ranch – jednostka osadnicza w Stanach Zjednoczonych, w stanie Kalifornia, w hrabstwie Butte.